# Unin (województwo zachodniopomorskie)
Unin (niem. Tonnin) – wieś w północno-zachodniej Polsce, w województwie zachodniopomorskim, w powiecie kamieńskim, w gminie Wolin, położona nad cieśniną Dziwną.
W Uninie urodził się Ernst von Hoeppner, generał kawalerii i pierwszy dowódca lotnictwa wojskowego Cesarstwa Niemieckiego podczas I wojny światowej. 

## Położenie
Miejscowość jest położona na wyspie Wolin, nad cieśniną Dziwną, ok. 0,8 km na północny wschód od Unińskiego Wzgórza, między miastem Wolin i Międzywodziem. Do Wolina z Unina jest 6 km, natomiast do Międzywodzia 14.

## Historia
Wieś Unin ma swoje początki w XIII wieku. Pierwszy raz została wzmiankowana w roku 1288. W dokumentach historycznych występuje pod nazwami Unin lub Onyn. Początkowo była lennem rodu von Osten, którego przedstawicielem był Ulrich von der Osten. Wdowa po nim posiadała wieś jeszcze w 1337 roku, a w tym samym roku majątek przejął jej zięć, Conrad von Vemern. Ród von Vemern władał wsią do 1474 roku kiedy przeszła w ręce Jaspara von Apenburg.  W 1756 roku dobra należały do Erdmanna Jochena von Apenburg, a w 1770 roku przejął je jego siostrzeniec, kapitan Friedrich Eugen Erdmann baron von Hiller-Gärtringen. Ród Apenburg posiadał wieś do połowy XVIII wieku, po czym majątek został sprzedany rodzinie Hillerów. W 1791 roku sprzedany został kapitanowi Ernstowi Christophowi Friedrichowi von Netzow lub Neet. W 1818 roku posiadłość zakupił Friedrich Venzmer, który ożenił się w 1823 roku z Base Dorotheą Kressmann. W 1821 roku Unin stał się wsią dworską. W 1847 roku dobra nabył von Lüderitz za 102000 talarów, a w 1852 roku właścicielem został sędzia miejski Kropf. Od 1859 roku właścicielem był major Hoeppner, a od 1892 majorowa von Hoeppner. Po 1907 roku wieś prawdopodobnie przeszła w ręce ostatnich właścicieli rodziny Steifensand, która posiadała ją do 1945 roku. W 1910 roku majątek obejmował 433 ha, a w 1928 roku 432 ha należały do Günthera Steifensanda. W latach 1975–1998 miejscowość należała administracyjnie do województwa szczecińskiego. Po 1945 roku majątek przejął skarb państwa i od 1945 do 1992 roku funkcjonowało tam PGR - Zakład Rolny Unin. Obecnie wieś pełni funkcję ośrodka turystycznego. 

## Edukacja
Dzieci z Unina uczęszczają do szkoły podstawowej w Wolinie. Starsza młodzież również uczy się w Wolinie.

## Zabytki
We wsi znajduje się dwór oraz stare zabudowania gospodarcze o numerach: A, 1, 4, 5, 7 oraz obiekty folwarczne: dom, stajnia, obora i powozownia. Dwór wzniesiony został w pierwszej połowie XIX wieku w stylu neoklasycystycznym, został rozbudowany w drugiej połowie XIX wieku oraz przebudowany i ponownie rozbudowany na początku XX wieku. Zespół folwarczny z budynkami gospodarczymi z XIX wieku znajdują się bezpośrednio przy drodze. Z tyłu dworu zachowały się pozostałości zabytkowego parku krajobrazowego o powierzchni 2,0 ha z dębami, bukami i grabami. Po II wojnie światowej majątek przekształcono w Państwowe Gospodarstwo Rolne, które obecnie wraz z zabudowaniami jest w rękach prywatnych. 
W miejscowości przy drodze na cmentarz znajduje się jesion – pomnik przyrody. Do zabytków przyrody należy też aleja lipowo-klonowa pomiędzy Uninem a Kodrąbem, oraz aleja lipowa między Uninem a Darzowicami. Do strefy K ochrony krajobrazu należy cmentarz w miejscowości.